# Ricreazione (serie animata)
Ricreazione (Recess) è una serie animata statunitense ideata da Paul Germain e Joe Ansolabehere (entrambi anche coautori di Rugrats) e prodotta da Walt Disney. Racconta le avventure che capitano a sei bambini della scuola elementare durante la ricreazione.
Ricreazione andò in onda originariamente sulla rete statunitense ABC a partire dal 13 settembre 1997; l'ultimo episodio fu trasmesso il 5 novembre 2001. Il grandissimo successo della serie spinse gli autori a realizzarne vari spin-off (tra cui tre film per il mercato dell'home video e uno per il cinema). La serie è stata mandata in onda in molte nazioni e in numerose repliche. In Italia è arrivata attraverso Disney Channel e poi Rai 2. La programmazione Sky segnala questo programma con il nome di RicreAzione, con la A maiuscola. È disponibile anche sulla piattaforma Disney+.

## Ambientazione
La serie ruota intorno alla vicende di un gruppo di bambini di una scuola elementare mal gestita e scarsamente finanziata: quest'ultima si trova certamente negli Stati Uniti, ma la località non viene mai chiaramente specificata tanto che, in modo pressoché analogo a quanto avviene ne I Simpson riguardo alla collocazione geografica di Springfield, vengono periodicamente forniti alcuni indizi in merito, ma questi sono talvolta contrastanti (in una puntata, per esempio, sembra che la scuola sia intorno all'Arkansas o al Sud Dakota; in altre vengono citati Alabama, Illinois e Pennsylvania). La cittadina in cui si trova la scuola appare abitata da una comunità germano-americana (molti personaggi hanno nomi tedeschi, e viene citato un quartiere "Little Bavaria").
Alcune scene sono ambientate in classe, nella cafeteria della scuola, e in altri luoghi nei dintorni; ma la gran parte dell'azione si svolge nel "Cortile". In questo luogo vige un complesso sistema di governo monarchico, che è allo stesso tempo una parodia dei sistemi di rapporti sociali dei bambini e della politica degli adulti. Il "Re del Cortile", al suo ultimo giorno di scuola, nomina il proprio successore. Questo sistema di governo risulta essere in vigore dagli anni trenta (la serie è ambientata ai giorni nostri) e in diverse puntate vengono fornite notizie sull'operato dei "Re del Cortile" della storia. Parte del lascito di questi sovrani del passato ha a che vedere con l'invenzione o la regolamentazione di giochi di gruppo o i rapporti con il "Popolo dei Poppanti", i turbolenti bambini dell'adiacente asilo.

## Personaggi

### Personaggi principali

#### TJ
Theodore Jasper Detweiler Jr., conosciuto come TJ. È il leader del gruppo, carismatico e intraprendente; Theodore è basso e grassoccio ed ha molti pregi: è spiritoso, furbo, intelligente e ha una forte personalità. Nonostante sia spesso sprezzante delle regole e dell'autorità è anche un ragazzo onesto e cerca solitamente di fare la cosa giusta, anche se questo significasse non guadagnarci nulla.
Si ritaglia uno spazio importante in ogni episodio, con discorsi con argomenti che variano da quelli di Abraham Lincoln a quelli di Ernesto Che Guevara e con battute spiritose. TJ è molto intelligente, va abbastanza bene a scuola e, anche se a sprazzi, dice frasi complesse. Rimane un tipo che però non ama migliorarsi, dormendo durante le lezioni di matematica, correndo e scherzando in biblioteca. Ama molto la band locale, i 3rd Street Boys, poiché cantano canzoni anti-scuola.
TJ ha problemi fisici perché, come visto in un episodio, ha sfidato Vince in una gara all'ultimo hamburger, vincendo (ingrassò solo perché il suo amico rivomitò ciò che mangiò). Adesso mangia tutto e non è schizzinoso. Una volta ha persino mangiato brodo di iguana con scaglie di coccodrillo poiché l'aveva scambiato per dello yogurt alla banana.
I suoi genitori sono Teodhore Detweiler e Maria Detweiler, che lo considerano indipendente e si fidano di lui. Sua sorella, Becky, ha 20 anni e lo chiama "Scimmiotto". Il suo cartone animato preferito è Darkwing Duck, è il fan n.1 di Senior Fusion.
Doppiato da Paola Majano nella versione italiana.

#### Mikey
Michael Blumberg, ragazzone grande e grosso ma gentile, poeta e nonviolento; i suoi amici lo chiamano amichevolmente Mikey. Ha 10 anni (è il primo a compierli del suo gruppo) ed è in sovrappeso. Michael ama la poesia e la musica. Infatti si scoprirà essere un vero e proprio prodigio dell'opera lirica, con la sua voce che eguaglia persino quella dei tenori più famosi. E ha previsto di diventare menestrello da adulto. È un ghiottone, ma ha una predilezione per gli spaghetti e per il cocomero. In una puntata il pullman della scuola si ferma vicino a un bosco e dopo qualche ora, i ragazzi affamati tendono un agguato a Michael e cercano di abbatterlo come fanno i leoni con gli gnu. Fortunatamente, Michael aveva preso delle bacche e le divise con la classe.
Doppiato da Alessia Amendola nella versione italiana (nel film Ricreazione: Un nuovo inizio è doppiato da Gabriele Patriarca).
Come già detto, è anche poeta, in quanto scrive versi (anche brevi) molto toccanti per i suoi amici:

#### Gus
Gustav Patton Griswald, chiamato Gus, ha 9 anni ed è l'ultimo arrivato (all'inizio fu costretto ad esser chiamato, per ordine di Re Bob, Novellino). Egli è figlio di un militare, il tenente Griswald, che esige disciplina e lo chiama "soldato".
Sempre pessimista e timido, Gus senza volerlo si caccia spesso in guai anche grossi, da cui esce grazie ai suoi amici. All'occorrenza tuttavia si dimostra carismatico e deciso, tanto da sostituire TJ come leader. 
Gus è generoso, ma quando in una puntata è assunto da Alex lo Sveglio, diventa più imbroglione di lui.
In un episodio si scopre che Gus era il giocatore più temuto di palla pistolera nelle scuole in cui era stato ed era soprannominato EL DIABLO ma, dopo aver colpito un bambino piccolo per sbaglio, si era ritirato dal gioco. Nello stesso episodio, dopo che un bambino piccolo viene colpito durante una partita, Gus gioca la sua ultima partita come EL DIABLO.
Nella versione italiana è doppiato da Stefano De Filippis nella prima stagione, poi da Marinella Montanari.

#### Spinelli
Ashley Funicello Spinelli, chiamata semplicemente Spinelli, ha 9 anni ed è un vero maschiaccio. Pur essendo una ragazza piccola e gracile, è la ragazza più forte del cortile, battendo a braccio di ferro persino i ragazzi di quinta.
Testarda e cocciuta, ama fare di testa sua e a causa del suo carattere impulsivo, quando c'è da risolvere un problema, è solita passare subito alle maniere forti, senza cercare il dialogo.
Dopo Vince, è la più atletica del gruppo, e non ha problemi a fare sport tipicamente maschili quali il football.
Il suo nome, derivante da una prozia defunta campionessa di slittino, è da lei nascosto, perché non vuole entrare nel Club delle Ashley, cui devono aderire tutte le ragazze con tale nome.
I suoi genitori (Bob e Flo), come si vede in una puntata, sono delle spie.
Doppiata da Domitilla D'Amico nella versione italiana.

#### Gretchen
Gretchen Prunella Grundler è la mente del gruppo. Ha 9 anni. Alta e longilinea, porta due occhiali spessi, simbolo del tradizionale "secchione". Pur essendo in quarta elementare, ha un'intelligenza incredibile in ogni ambito, riuscendo anche a eseguire equazioni di secondo grado che nemmeno gli insegnanti riescono a fare. Nonostante ciò partecipa ben volentieri alle marachelle e agli scherzi organizzati da TJ e dai suoi amici. Supportandoli con le proprie conoscenze e i suoi gadget tecnologici.
Raccoglie i suoi appunti in un computer chiamato Galileo, che interagisce per mezzo di una rana parlante.
Viene anche ingaggiata dal re per ogni incarico di fiducia, come quando fu nominata giudice o dovette progettare una piramide.
In una puntata invia un suo progetto alla NASA, la quale decide di utilizzarlo per una missione vera, ma Gretchen pensa che debba essere lei a salire su un'astronave. Per questo TJ, un grande appassionato di viaggi nello spazio, la sottopone ad un duro allenamento per prepararla alla missione. Alla fine i ragazzi scoprono che in realtà solo le idee di Gretchen saliranno sullo Shuttle, ma ottengono di poter farci salire il cappellino di TJ.
Doppiata da Gilberta Crispino nella versione italiana.

#### Vince
Vincent Pierre LaSalle, chiamato Vince, ha 9 anni ed è un ragazzo atletico, di origini ecuadoregne, vero campione in ogni sport. Porta sempre una t-shirt da basket verde e pantaloncini azzurri.
Egli è il miglior amico di TJ, ma con esso ha poche somiglianze, prima tra tutte proprio l'abilità negli sport.
Vince è competitivo e vuole primeggiare in ogni competizione, sia essa di basket, football, baseball, calcio, ma anche nei giochi. Suo grande amico-rivale è Lawson, che non perde mai l'occasione per competere con lui.
In una puntata fu sfidato da TJ a non battere nessuno a nessun gioco per un giorno, ma le vittorie arrivavano quasi per caso, dimostrando che Vince è proprio refrattario alla sconfitta.
Gli unici due ragazzi che l'hanno sconfitto sono stati Paolo a calcio e Lawson a basket (ma in quest'ultimo caso fu Vince a lasciarlo vincere).
Vince ha molte altre qualità, abilità sportive escluse: è simpatico, garbato, non riesce mai a mentire senza poi vergognarsene ed è un vero talento come cuoco.
Suo fratello, Chad, ha 4 anni in più di lui, ed era considerato un mito dai ragazzi quando essi erano in 1°, perché Chad veniva con loro a giocare e ad insegnar loro numerose cose. In realtà poi si scoprì che Chad era uno "strambo" ed un "secchione" e ciò sconvolge Vince, che si ricrede quando vede che l'aspetto di "secchione" del fratello nasconde in realtà una personalità complessa e anche a volte coraggiosa.
Doppiato da Monica Ward nella versione italiana.

### Personaggi secondari
- Peter Prickly, è il preside della scuola. Ex studente della scuola, è diventato insegnante per il desiderio di aiutare i bambini ed è preside dal 1968. È spesso irritato dalle marachelle degli studenti e sogna di diventare preside di una scuola media. Ha una forte rivalità con suo fratello maggiore Paul, anche lui preside. Sebbene spesso descritto come una figura autoritaria e senza cuore, Prickly spesso dimostra di avere una personalità più amichevole e rilassata e alla fine cerca di proteggere il benessere dei bambini. È anche un fan segreto del Señor Fusion, un eroe dei fumetti. Nel lungometraggio "Ricreazione-la scuola è finita" si viene a sapere che in passato era stato un hippie, nonché vicepreside della scuola della terza strada. All'epoca era molto più rilassato e generoso coi bambini e si oppose al progetti del preside Phillium Benedict di bandire la ricreazione. Alla fine del film, Prickly si rammenta di aver iniziato la carriera scolastica solo per il desiderio di aiutare i bambini, ma di aver perso di vista quel proposito invecchiando. Doppiato da Vittorio Battarra nella versione italiana.
- Signorina Muriel P. Finster, è l'anziana assistente insegnante che controlla gli studenti durante il pranzo, la ricreazione e nelle aule. È autoritaria e assertiva, temuta da tutti gli studenti e cerca di tenerli in riga e mantenere l'ordine, anche grazie a Randall che le riferisce  qualsiasi atto illecito. Era un commodoro della Marina negli anni '50, ricordando spesso il suo tempo a Guam, e lavora nella scuola dagli anni '60. Sebbene sia spesso ai ferri corti con gli studenti, in alcune occasioni è stato dimostrato che si preoccupa sinceramente della loro sicurezza. Come Prickly si scopre che negli anni '60 anche lei era una hippie ed era molto più magra. Inizialmente fidanzata col preside Benedict, lo lasciò dopo aver scoperto che quest'ultimo era un egoista che voleva togliere la ricreazione ai bambini. Nel lungometraggio "Ricreazione- la scuola è finita" scoprirà che Benedict si è impossessato segretamente della scuola per farne il proprio laboratorio personale e tentare di cancellare le vacanze estive con un raggio laser. E interverrà in difesa di TJ e dei suoi amici contro di lui.                                       Doppiata da Paola Tedesco nella versione italiana.
- Signorina Alordayne Grotke, insegnante della classe dei protagonisti. È nota per la sua personalità mite, ma anche eccentrica, essendo fondamentalmente quella di un hippie, come si può evincere dal suo vocabolario. È molto amata dai suoi studenti, soprattutto per la sua tendenza a difendere i loro diritti e li incoraggia ad esprimersi. I suoi dialoghi rivelano che è una sostenitrice dell'ambiente e dei diritti di etnia/genere. Doppiata da Renata Biserni nella versione italiana.
- Randall J. Weems, lo spione della scuola, ha 8 anni, sempre al servizio della professoressa Finster, disprezzato da tutti proprio per questa attitudine. In realtà a volte si mette a servizio degli altri, rivelandosi addirittura generoso in alcuni casi. Doppiato da Simone Crisari.
- Le Ashley (Ashley Armbruster, Ashley Boulet, Ashley Quinlan, e Ashley Tomassian), quattro amiche carine ma antipatiche, che snobbano le ragazze "inferiori", cioè meno belle. Hanno un disprezzo reciproco con Spinelli, dovuto principalmente al suo nome di battesimo Ashley e al suo netto rifiuto di unirsi al loro gruppo, nonché alla sua frequente ostilità nei loro confronti. (Ashley Quinlan è doppiata da Emanuela D'Amico nella versione italiana)
- Re Robert "Bob", ha 10 anni è il Re del Cortile. Fa rispettare le regole non scritte da altri precedenti re e agisce come l'autorità primaria delle controversie tra gli studenti. In precedenza era un famoso burlone del parco giochi, detenendo il titolo di "Principe burlone" prima di diventare re. Ha lasciato in eredità il titolo a T.J. È anche incredibilmente rispettoso e ricorda i precedenti re del parco giochi
- Gemelli Talpa (Dave/Sam), Scavatori ufficiali del cortile. Doppiati rispettivamente da Davide Perino e Paolo Vivio nella versione italiana.
- Butch, profondo conoscitore di misteri come quelli del "Giardino nel Non Ritorno" e del gioco dell'Ajimbo
- Miss Lemon, la segretaria del preside Prickley.
- Alex lo Sveglio, venditore truffaldino dei prodotti più improbabili. Alex vende svariati prodotti (tra cui mappe della Prussia, foto di George Washington all'età di 3 anni, clavicembali e stivali che, dice lui, erano di Albert Einstein, ottimi per sciare e per strabiliare i pozzi di scienza dei nostri tempi) che dà ai ragazzi in cambio di qualche dollaro o di alcuni fumetti. Inoltre fa scommesse su eventi di sport e simili o truffando i ragazzi con "il gioco della biglia" (nasconde una biglia, che non c'è quasi mai, sotto dei contenitori e chiede ai ragazzi quale contenitore contiene la biglia: in caso di vittoria, li paga in fumetti ma in caso contrario guadagna lui fumetti).
In una puntata, assume Gus che però si rivela ancora più imbroglione di lui. Nella stessa puntata si scopre che il suo vero nome è Francis.
- Il Popolo dei Poppanti, i selvaggi e primitivi bambini dell'asilo.
- Hank, il bidello, innamorato della Finster.
- Frank Skinner, il sovrintendente.
- Phil, un bravo ragazzo con i denti sporgenti, porta sempre l'uniforme degli scout di Woodchuck, cui entreranno a far parte anche Mikey e Gus.
- Gelman, l'imponente bullo del parco giochi, Gus è la sua vittima preferita, finché non reagirà affrontandolo in una rissa. Gelman lo pesterà senza pietà, ma poi tutti gli studenti, ammirati dal suo coraggio, lo difendono e lo fanno ritirare.
- Kelso, il proprietario del negozio di fronte alla scuola.
- Guru Kid, un bambino molto saggio che parla in terza persona, il suo vero nome dovrebbe essere Jimmy.
- Menlo, il gentile e raffinato aiutante di Miss Lemon, ossessionato dall'organizzazione. Una volta era un buon amico di T.J. prima che si allontanassero, ma T.J. frequenta ancora le feste di compleanno di Menlo in onore di quell'amicizia. Quando era più giovane rappresentava una vera calamità nel cortile, facendo scherzi in continuazione e sporcandosi in ogni momento, ma dopo essere stato eletto "casualmente" preside per un giorno e aver passato il tempo col preside Prickly, cambiò radicalmente.
- Irwin Lawson, amico-rivale di TJ e del suo gruppo. Essendo di un anno più grande e molto arrogante spesso si mette contro il gruppo di TJ ed è rivale nello sport di Vince, ma spesso lo si vede anche sostenere TJ e gli altri e lui stesso li ritiene amici.
- Gordy, ragazzo con le labbra spesse, unico personaggio a cui TJ sta antipatico.
- Patatina, amica di Gus e figlia di un rivale nell'esercito del padre del ragazzo.
- Skins, bulletto che adora imbrattare le pareti con delle scritte, l'unico che tiene testa a Vince nella corsa.
- Mundy, amico di Skins, altro bullo che però rivela spesso un animo gentile.
- Kurst, vero e proprio "bidone aspiratutto", in grado di mangiare ogni cibo.
- Sleeper, ragazzo pigro che si addormenta sempre.
- Milton, ragazzo con gli occhiali che viene sempre preso di mira dai bulli.
- Fillmore, uno dei bulletti della scuola.
- Altalena Superstar, bambina che rimane perennemente sull'altalena, indossando una cuffia da aviatore, il cui sogno è volare oltre la sbarra della stessa.
- Cimabue, ispirato al famoso pittore italiano è un bambino incredibilmente abile a disegnare con le mani sporche di gesso sul terreno.
- la Ragazza Sottosopra, altra bambina-acrobata, che è sempre appesa ad una sbarra a testa in giù.
- la Bambina della biblioteca, piccola bambina che ha vissuto per 6 anni nella biblioteca, prima di essere trovata da TJ e i suoi amici.
- Tramezzino, chiamato così perché mangia sempre un tramezzino, viene ritenuto da tutti i bambini del cortile uno iettatore anche se alla fine TJ e amici scoprono che questo non è vero.
- I visi pallidi, i ragazzi nerd della scuola e dalla pelle chiara in quanto non prendono mai il sole, passano la ricreazione all'interno della stanza 51 giocano a Dungeons & Dragons, al computer e leggendo fumetti, diventeranno amici di TJ che li convincerà anche a provare per una volta a trascorrere la ricreazione in cortile.
- Speedy, il criceto della classe dei ragazzi, in occasione del suo funerale si viene a scoprire che dal giorno in cui venne edificata la scuola, ogni 4° elementare ha avuto un criceto con quel nome e quando uno di loro moriva, gli insegnanti lo cambiavano di nascosto con un altro.
- Yope, ragazzino norvegese in visita alla scuola per uno scambio culturale, considera Gus un mito.
- Dik & Dek, ultimi due ragazzi in scambio culturale, sono due gemelli bielorussi.
- Thaddeus T. Terzo il Quinto, anziano miliardario e filantropo, nipote del fondatore della città.
- Edmon P. Edmonton, fondatore degli scout di Woodchuck, porta una ferita alla fronte causatagli molto probabilmente dal Bigfoot, che chiama "Sasquatch, mia vecchia e inafferrabile preda".
- Amulf Honker, scombinata parodia di Adolf Hitler, capo della Germania Nullista, che viene erroneamente citato da tutti i ragazzi, esclusa Gretchen, nelle interrogazioni di storia e che ha anche lasciato delle foto nella soffitta della scuola. Di lui si descrivono le doti di conquistatore mancato (venne fermato dai bambini nell'invadere gli USA, vedi sotto, o di come non riuscì a scatenare la guerra perché ai carri armati mancava la benzina). In un episodio, si scopre che un suo nipote, Amulf Honker jr. jr., vive nella città e riabilita il nome del prozio agli occhi della gente, che lo considerava un buffone.
- Jimmy Kratmer, ex alunno della scuola andatosene via all'improvviso, su di lui si raccontano storie incredibili sulla sua scomparsa come che è stato rapito da un UFO, sia morto nel giardino del non ritorno o dopo una predizione nefasta di un inferno o paradiso.
- Stinky Peterson, anche lui ex alunno della scuola andatosene via all'improvviso, come su Jimmy anche su di lui si raccontano incredibili leggende, di come sia morto dopo la predizione di un gioco o di come sia stato mandato in un collegio dopo aver sbagliato un test a sorpresa. In realtà, come si scopre in una puntata, Stinky era un alunno prodigio e il preside Prickly gli fece saltare degli anni, facendo sì che andasse precocemente alle scuole medie.
- Betsy La Ruggine o Rusty, grande complesso con anelli, scivolo e su cui c'è il trono del re, antico (c'era già nei primi del Novecento), quasi un personaggio per come viene ammirato per la sua resistenza dai ragazzi.
- Il Giardino del Non Ritorno, citato in più puntate, è, come Betsy, un quasi-personaggio. Esso non è che il cortile di una villa attigua alla scuola, abitata da una vecchietta che parla con una statua colossale raffigurante il nano. Secondo Butch, che lo cita nei suoi racconti, Jimmy Crockner potrebbe esser morto li, numerose palle sono andate perdute al di là dello steccato e ivi potrebbero vivere "alieni in agguato pronti a ghermirti all'improvviso e succhiarti gli organi interni" (in realtà ci sono solo grandi statue raffiguranti animali quali un fenicottero od un moa). Gus, calandosi nel giardino, scoprirà che non è che un comune parco alberato, forse un po' lugubre, ma normale. Nonostante ciò, il Giardino del Non Ritorno viene ancora citato numerose volte.
- Signor White

### Re del cortile del passato
Appaiono in flashback o nei racconti dei personaggi.
- Re Morty (Re Mortimer I, 1935-1939), il primo, leggendario, Re del Cortile della storia, stabilì le regole del cortile, scrivendo un libro ad esse dedicato. Aveva 10 anni.
- Re Albert VII (1957-1959), inventò il gioco della Lotta Dura, diede i primi poteri ai bambini dell'asilo, organizzò i primi tornei di baseball e rugby. Da adulto divenne un grande cestista dei San Antonio Spurs. Era un decenne.
- Re Chris II (1966-1970), ordinò la costruzione del trono reale (ancora in uso), creò il Calcioball, fu il primo Re del Cortile ad avere guardie del corpo, fondò l'Agenzia Investigazioni Scolastica (AIS). Era anch'egli un decenne.
- Re Mortimer III (1989-1990), tiranno spietato a 10 anni, si proclamò Dittatore Unico del Parco Giochi della Terza Strada, prima di essere arrestato dall'AIS il 14 marzo 1990. Nella serie compare come addetto alla nettezza urbana davanti alla scuola.
- Re Chuck XI (2000-2001), aveva 10 anni. Sotto il suo regno i bambini dell'asilo acquisirono pieni diritti, regolò il Calcioball. Ultimo re prima di Bob.

## Giochi
I molti giochi che si svolgono durante la ricreazione sono fra gli avvenimenti più importanti attorno a cui si sviluppano le storie. Molti dei giochi di Ricreazione sono immaginari (inventati o introdotti da Re del Cortile del passato). Fra i giochi più comuni nella serie:
- Palla magica
- Baseball
- Basket
- Rugby
- Calcio (Calcioball)
- Scacchi
- Biglie
- Ajimbo, apparso per la prima volta nella puntata La febbre di gioco, è un misterioso gioco di carte apparentemente del genere di Magic: l'Adunanza o del gioco di carte dei Pokémon (che però, all'epoca in cui l'ajimbo comparve nel cartone Disney, non esisteva ancora). L'Ajimbo provoca una forte dipendenza nei giocatori (che si trovano costretti ad acquistare sempre nuove carte) e li trasforma gradualmente in zombie. L'unico ragazzo della scuola a rimanere immune è TJ.
- Tiracalci, una sorta di baseball in cui la palla viene colpita con i piedi
- Mucchio Selvaggio o Godzilla, gioco centrato su una zuffa per impossessarsi di una palla lanciata in aria
- Lotta Dura, giocato una volta al mese da tutti i bambini del cortile, è una lotta senza esclusioni di colpi. Fu inventato da Re Mortimer e il suo più grande artefice fu El Falco Rombante (zio di Theodore). La lotta è fatta da due squadre (abbinate ai colori rosso e blu). Le regole sono quelle del wrestling, praticamente un Survivor Series Match, e vince la squadra che elimina ogni concorrente della seconda avversaria (si elimina l'avversario schienandolo o tramite sottomissione).
Secondo il cartone, in una storia narrata da Butch per spiegarne le origini, sotto il regno di Morty gli USA furono invase dalla Germania nazista (Germania Nullista) di quello che era una parodia di Hitler (Arnulf Honker) e solo l'abilità dei ragazzi della Scuola che fecero la "lotta dura" contro i nazisti scacciando gli invasori.

## Episodi
La serie Disney RicreAzione conta 6 stagioni per un totale di 65 episodi (da 20 min.), 1 film cinematografico e 3 film per la TV/Direct-to-Video.

### Stagione 1
1. La punizione (The Break In)
2. Il novellino (The New Kid)
3. L'esperimento (The Experiment)
4. Betsy la Ruggine (The Great Jungle Gym Standoff)
5. La legge del silenzio (Jinxed)
6. Il sogno di una vita (Officer Mikey)
7. Il club delle Ashley (First Name Ashley)
8. Dalla Finster con amore (To Finster With Love)
9. Il nuovo Re del cortile (King Gus)
10. Mio Fratello Chad (Big Brother Chad)
11. L'esame di ammissione (My Fair Gretchen)
12. Addio Speedy (Speedy, Wr Hardly Knew Ye)
13. Una sconfitta che brucia (I Will Kick No More Forever)
14. Uno strano bambino (The Kid Came Back)
15. La peste (The Pest)
16. La leggenda di Big Kid (The Legend of Big Kid)
17. La sala dei professori (Teacher's Lounge)
18. Una spia per amico (Randall's Reform)
19. La scatola (The Box)
20. Il processo (The Trial)
21. Giorni di pioggia (Rainy Days)
22. Raccolta di cibi in scatola (The Great Can Drive)
23. La voce (The Voice)
24. L'intervallo in pericolo (Kids in the Mist)
25. La serata dei genitori (Parents' Night)
26. Il grande balzo di Superstar (Swing on Thru to the Other Side)

### Stagione 2
1. Il mio migliore amico (The Break-up)
2. Un preside di sei anni (The Hypnotist)
3. La cocca di mamma (Mama's Girl)
4. Gretchen superstar (Outcast Ashley)
5. La febbre del gioco (The Game)
6. Il giardino del non ritorno (The Lost Ball)
7. Un piccolo grande eroe (Gus' Last Stand)
8. Gita didattica (Operation Field Trip)
9. La sfida (The Challenge)
10. Piccoli amici (Wild Child)
11. Un supplente a sorpresa (The Substitute)
12. Gretchen campionessa di Yo-Yo (Gretchen and the Secret of Yo-Yo)
13. Il computer Galileo (The Girl Was Trouble)
14. Scambio di personalità (Copycat Kid)
15. Operazione Stuart (Operation Stuart)
16. Faraone Bob e la grande piramide (Pharaoh Bob)
17. La parolaccia (The Story of Whomps)
18. Chi l'avrebbe mai detto (Weekend at Muriel's)
19. Gli adesivi della discordia (Economics of Recess)
20. I sopravvissuti (Omega Kids)
21. In cerca di Babbo Natale (Yes, Mikey, Santa Does Shave, Speciale di Natale)
22. Professione barbiere (Bad Hair Day)
23. A scuola di danza (Dance Lessons)
24. T.J. preside per un giorno (Principal for a Day)
25. Concorso di bellezza (The Beauty Contest)

### Stagione 3
1. La foto di classe (One Stayed Clean)
2. Una fama immeritata (Rumor Mill)
3. Palla pistolera (Dodgeball City)
4. Recluta spaziale (Space Cadet)
5. Il derby dell'asilo (Kindergarten Derby)
6. Progetti per il futuro (A Career to Remember)
7. La scelta del cuore (A Genius Among Us)
8. L'infiltrato (The Spy Who Came in from the Playground)
9. Un onesto bambino (The Shiner)
10. Battute pesanti (Stand Up Randall)
11. I complici (Partners in Crime)
12. Meglio amici (The Bet)
13. I piccoli investigatori (The Barnaby Boys)
14. L'amicizia è il vero tesoro (Buried Treasure)
15. Quel sentimento imbarazzante (That Stinking Feeling)
16. Bando ai pregiudizi (Lord of the Nerds)
17. Scherzi di San Valentino (My Funny Valentines)
18. Il gioco delle valutazioni (The Ratings Game)

### Stagione 4
1. Al cinema con la scuola (The First Picture Show)
2. Il futuro in un gioco (Gus' Fortune)
3. Il principe degli scherzi (The Big Prank)
4. Apprendista imbroglione (Hustler's Apprentice)
5. La ricreazione è cancellata (Recess is Canceled)
6. Un mondo di spie (Tattletale Heart)
7. La pazzia di Re Bob (The Madness of King Bob)
8. Chiamatemi Guy (Call Me Guy)
9. Prickley se ne va (Prickleyis Leaving)
10. Gli amici di Randall (Randall's Friends)
11. Un grosso guaio (The Biggest Trouble Ever)
12. Le regole del passato (The Rules)
13. Rimorsi di coscienza (Gus And Misdemeanors)
14. La gara scientifica (A Science Fair to Remember)
15. I pantaloni strappati (Mikey's Pants)
16. Mister perfezione (Here Comes Mr.Perfect)
17. La biglia portafortuna (Good Luck Charm)
18. Una lite sotto terra (Diggers Split Up)
19. Intelligenze a confronto (Schoolworld)
20. Casa dolce casa (Bachelor Gus)
21. Un professore per amico (The Dude)
22. Paura di crescere (Bonky Fever)
23. All'ultimo voto (The Candidates)
24. Al servizio degli amici (This Brain For Hire)
25. Il capolavoro (Spinelli's Masterpiece)
26. Non tutti amano T.J. (Nobody Doesn't Like T.J.)
27. La grande fiera (A Great State Fair)
28. Tecnico degli audiovisivi (The A.V. Kid)
29. Yope il norvegese (Yope From Norway)
30. La fanciulla della biblioteca (The Library Kid)
31. Consigli pericolosi (Don't Ask Me)
32. La vita segreta della signorina Grotke (The Secret Life of Grotke)
33. La tregua (The Fuss Over Finster)
34. Il torneo annuale di calcio (Soccer Boy)
35. La presa del forte (Fort Tender)
36. Guerra ai germi (Germ Warfare)
37. Una come Gretchen (More Like Gretchen)
38. Il Principe Randall (Prince Randall)
39. Me non so (Me No Know)
40. T.J. il grande (Good Ole T.J.)
41. Chef per caso (Chef Vince)
42. Una vita programmata (Tucked in Mikey)
43. Un giorno senza età (Old Folks Home)
44. Il segreto di T.J. (Some Friends)

### Stagione 5
1. Il potere dell'immaginazione (The Coolest Heatwave Ever)
2. La reputazione di Mundy (Mundy, Mundy)
3. Gli scout di Woodchuck (Beyond a Reasonable Scout)
4. Guerra in famiglia (The Army Navy Game)
5. La banconota da cento dollari (The C Note)
6. Sviluppi imprevisti (Big Ol'Mikey)
7. Tutti gli uomini del preside (All The Principal's Men)
8. Lo statuto delle Ashley (No Strings Attached)
9. Sfida tra presidi (The Principals of Golf)
10. Kurst il mostro (Kurst the No So Bad)
11. La squadra di Lawson (Lawson and his Crew)

### Stagione 6
1. I terrificanti racconti della ricreazione (Terrifying Tales of Recess, Speciale di Halloween)
2. Un capo indiscusso (Lost Leader)
3. Giovani spie crescono (League of Randalls)

## Film cinematografico
- Ricreazione: La scuola è finita (Recess: School's Out)

## Film TV/Direct-to-Video
- Ricreazione: Natale sulla terza strada (Recess Christmas: Miracle on Third Street)
- Ricreazione: Un nuovo inizio (Recess: Taking The Fifth Grade)
- Ricreazione: Stiamo crescendo (Recess: All Growed Down)